# 乔治·吉尔伯特·斯科特
喬治·吉爾伯特·斯科特爵士 RA（Sir George Gilbert Scott，1811年7月13日—1878年3月27日）是一名英國哥特復興式建築建築師，以他設計的宗教建築出名。他一生共設計、改建了約850座建築，其中包括500座教堂、39座大教堂和不少學校建築。

## 生平
他出生於白金漢郡的小村Gawcott，父親托馬斯·斯科特是一名牧師。喬治·吉爾伯特·斯科特曾師從詹姆斯·埃德蒙斯頓（James Edmeston）學習建築，1832年至34年間擔任亨利·羅伯茨的助手。此外，他也曾擔任他的朋友桑普森·肯普索恩（Sampson Kempthorne）的助手，肯普索恩主要設計濟貧院。受肯普索恩的影響，斯科特最開始設計的建築也是濟貧院。

### 早期作品
斯科特的第一件作品完工於1833年，即他給父親設計的房子，位於北安普頓郡小村Wappenham，村內還有一些其他建築也是他設計的。
1835年左右，斯科特錄用威廉·莫法特（William Bonython Moffatt）做其助手，1838年至1845年間，他們成為合夥人並設計了逾40座濟貧院。濟貧院的大規模建造主要是受《1834年济贫法修正案》（Poor Law Amendment Act 1834）的影響。此外，他們也曾建造教堂、監獄等設施。

### 哥特式建築

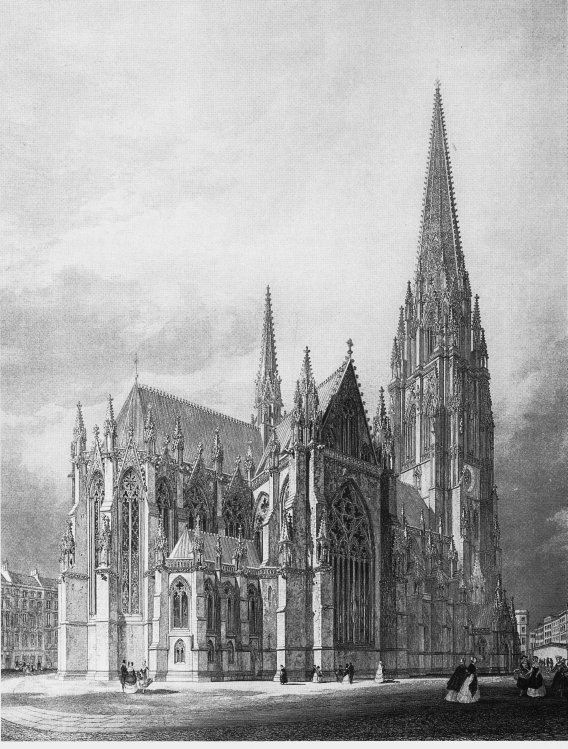
漢堡的圣尼古拉教堂

受奥古斯塔斯·普金的影響，他開始對哥特復興式建築產生興趣。在還和莫法特合作的時候，他就開始設計哥特復興式建築，這包括牛津的殉道纪念塔（1841）和坎伯威尔的聖吉爾斯教堂（St Giles' Church，1844）。
1844年，他獲得重建漢堡圣尼古拉教堂的委託，實際上一開始在國際設計比賽裡贏下委託的是戈特弗里德·森佩尔，斯科特的方案僅列第三名，但是委託方偏好哥特式設計，所以最終選用了斯科特的方案。
1849年，他獲封西敏寺建築師（Surveyor of the Fabric of Westminster Abbey），1858年設計了新西蘭的基督城座堂。1864年至1876年間，他設計建造了阿爾伯特紀念碑。
雖然斯科特設計過很多宗教建築，但實際上他並不認為哥特式建築一定要是宗教建築。他贏下了外交及聯邦事務部大樓的設計委託，試圖設計一所哥特式建築，但最後政府還是選用了別的方案。
他在1878年逝世，死後葬在西敏寺。

## 外部連接
- . . London: Smith, Elder & Co. 1885–1900.
- . The Workhouse. The Workhouse.   [9 September 2008]. （原始内容存档于2022-02-05）.
- St Johns Church Bromsgrove （页面存档备份，存于）
- Sir George Gilbert Scott, the unsung hero of British architecture （页面存档备份，存于）
- Profile on Royal Academy of Arts Collections （页面存档备份，存于）